# Luis Hernández Heres
Luis Hernández Heres est un footballeur cubain – évoluant au poste de milieu de terrain – reconverti en entraîneur puis dirigeant sportif, né le 24 août 1949 à Puentes Grandes, quartier de la municipalité de Playa à La Havane. 
Il a notamment dirigé la sélection de Cuba dans les années 1980 avant de devenir le président de la Fédération cubaine de football, fonction qu'il exerce actuellement.

## Biographie

### Joueur
International cubain durant près d'une décennie, Luis Hernández participe à la phase finale de la Coupe des nations de la CONCACAF 1971 où l'équipe cubaine se hisse à la 4e place. Il fait aussi partie du groupe des sélectionnés aux Jeux olympiques de 1976 qui voit le parcours des Cubains être stoppé en quarts-de-finale. Cette même année, il termine sa carrière internationale en disputant un match des éliminatoires de la Coupe du monde de 1978 lorsqu'il entre à la 64e min lors de la rencontre Cuba-Jamaïque du 29 août 1976.

### Entraîneur
Hernández prend en charge l'équipe de Cuba de 1982 à 1984. Il remporte la médaille de bronze à l'occasion des Jeux d'Amérique centrale et des Caraïbes de 1982 puis dirige l'équipe olympique durant les qualifications aux Jeux olympiques de 1984.

### Dirigeant
En 1998, il devient président de la Fédération cubaine de football (AFC). Membre du Conseil de la FIFA depuis 2016, il fait également partie du comité exécutif de la CONCACAF.

## Palmarès

### Joueur

#### En équipe de Cuba
- Vainqueur des Jeux d'Amérique centrale et des Caraïbes en 1970[5].
- Troisième aux Jeux panaméricains de 1971[1].

### Entraîneur
- Troisième aux Jeux d'Amérique centrale et des Caraïbes de 1982.